# Міністерство економіки, довкілля та сільського господарства України
Міністерство економіки, довкілля та сільського господарства України (Мінекономіки України) — міністерство України. Утворене 9 грудня 2010 року як Міністерство економічного розвитку і торгівлі України. У 2019—2021 роках — Міністерство розвитку економіки, торгівлі та сільського господарства України, у 2021—2025 роках — Міністерство економіки України.

## Керівництво
- Міністр — Соболев Олексій Дмитрович.
- Заступники Міністра:
  - Бережна Тетяна Василівна
  - Безкаравайний Ігор Володимирович
  - Кіндратів Віталій Зіновійович
  - Марчак Дарія Миколаївна
  - Телюпа Андрій Володимирович
  - Циборт Олександр Сергійович

## Правові засади діяльності
- Конституція України
- Закон «Про Кабінет Міністрів України» [Архівовано 28 лютого 2007 у Wayback Machine.]
- Указ Президента України «Про Міністерство економіки України» від 21.04.2005
- Указ Президента України «Про Міністерство економіки України» від 09.07.2003
- Указ Президента України «Про перейменування Міністерства економіки України»

## Структура
- Департамент державного управління
- Департамент політики внутрішньої торгівлі і побутових послуг
- Департамент економічної стратегії
- Департамент регіональної політики
- Департамент розвитку ринків
- Департамент міжнародного торговельно-економічного співробітництва
- Департамент людського розвитку
- Департамент залучення інвестицій[2]
- Департамент координації міжнародної технічної допомоги

## Галерея

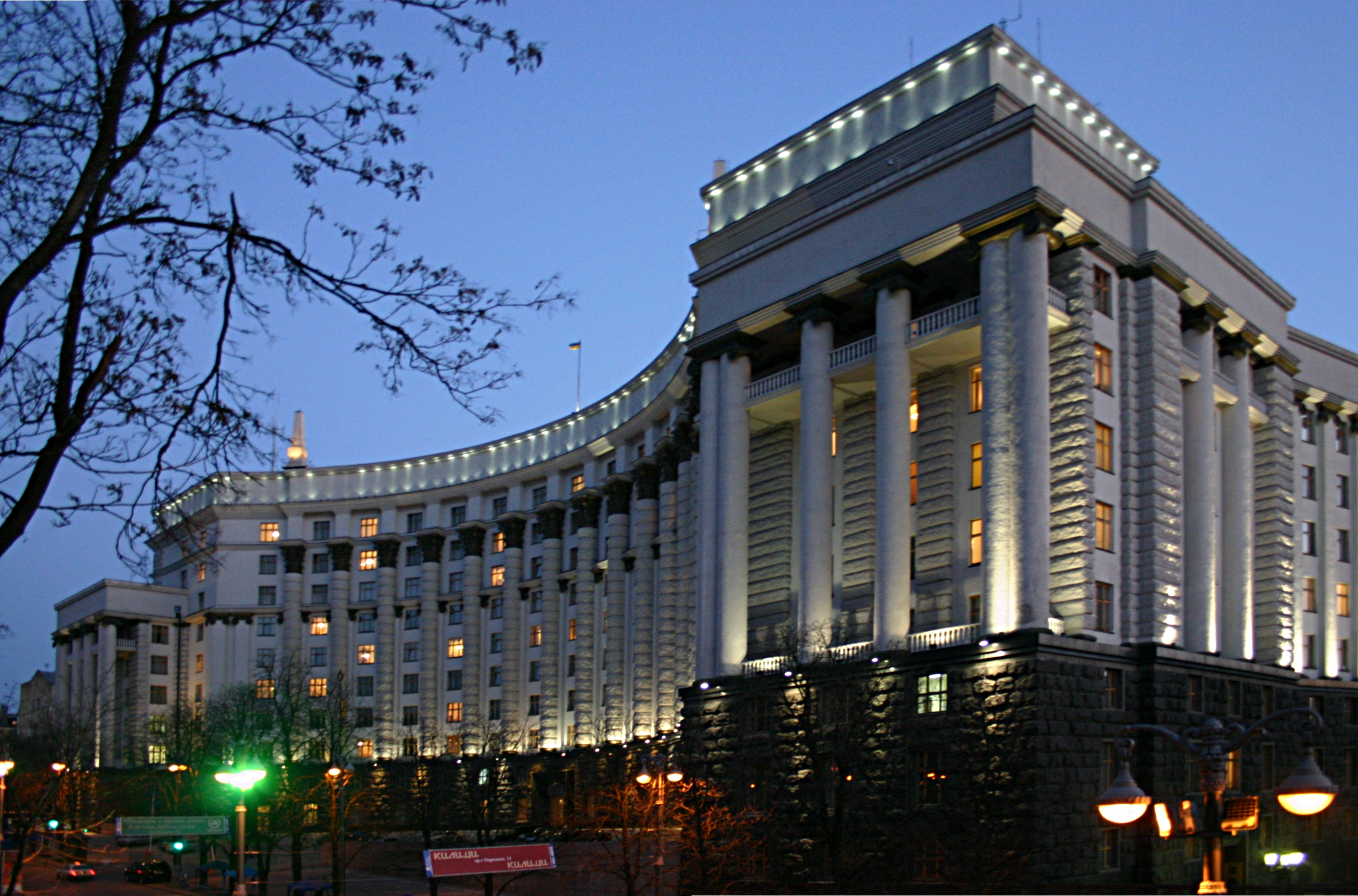
Будинок Кабінету міністрів України, де містилося міністерство
Табличка

## Мінекономрозвитку
З 2010 по 2019 роки носило назву Міністерство розвитку економіки, торгівлі та сільського господарства України (Мінекономрозвитку України).
Формує та реалізує державну політику у сферах економіки та торгівлі. Також на нього покладено функції з реалізації державної політики з питань розвитку підприємництва, регулювання цінової політики (крім питань реєстрації юридичних осіб та фізичних осіб — підприємців), публічних закупівель, туризму та розвитку оборонно-промислового комплексу.
Міністерство утворене 9 грудня 2010 року шляхом реорганізації Міністерства економіки України. 2 вересня 2019 року перейменовано на Міністерство розвитку економіки, торгівлі та сільського господарства України.
У травні 2021 р. Постановою Кабінету Міністрів України Міністерство розвитку економіки, торгівлі та сільського господарства України перейменовано у Міністерство економіки України.

### Функції та завдання
Міністерство економічного розвитку і торгівлі України (Мінекономрозвитку України) є центральним органом виконавчої влади, діяльність якого спрямовується і координується Кабінетом Міністрів України.
Мінекономрозвитку України входить до системи органів виконавчої влади і є головним органом у системі центральних органів виконавчої влади з формування та забезпечення реалізації державної політики економічного і соціального розвитку, цінової, промислової, інвестиційної, зовнішньоекономічної політики, державної політики у сфері торгівлі, державної регіональної політики, державної політики з питань розвитку підприємництва, технічного регулювання (стандартизації, метрології, сертифікації, управління якістю) та захисту прав споживачів, а також міжвідомчої координації з питань економічного і соціального співробітництва України з Європейським Союзом.
Мінекономрозвитку України є спеціально уповноваженим органом у сфері публічних закупівель, метрології, з питань державно-приватного партнерства, державної регуляторної політики, ліцензування, дозвільної системи у сфері господарської діяльності, державного оборонного замовлення.

### Міністр
До 29 серпня 2019 року міністерством керував Міністр Кубів Степан Іванович.

### Заступники міністра[6]
- Перший заступник Міністра: Нефьодов Максим Євгенович
- Інші заступники:
  1. Микольська Наталія Ярославівна (Торговий представник України);
  2. Бровченко Юрій Петрович;
  3. Тітарчук Михайло Іванович;
- Державний секретар — Олексій Юрійович Перевезенцев.

### Департаменти
- Юридичний департамент
- Департамент персоналу
- Департамент забезпечення роботи Міністра (патронатна служба)
- Департамент фінансової роботи та господарського забезпечення
- Департамент розвитку інформаційно-комунікаційних технологій, документообігу та електронних сервісів
- Департамент залучення інвестицій
- Департамент економічної стратегії та макроекономічного прогнозування
- Департамент регулювання державних закупівель
- Департамент оборони та безпеки
- Департамент управління державною власністю та розвитку промисловості
- Департамент технічного регулювання
- Департамент регулювання зовнішньоекономічної діяльності
- Департамент торговельного співробітництва
- Департамент співробітництва з СОТ та торговельного захисту
- Департамент координації міжнародних програм
- Департамент європейської інтеграції
- Департамент розвитку бізнес-клімату
- Департамент цифрової економіки
- Режимно-секретне управління
- Управління внутрішнього аудиту
- Відділ мобілізаційної роботи та цивільного захисту
- Сектор запобігання та виявлення корупції
- Департамент туризму та курортів[7]

### Обов'язки міністерства
Через міністра економічного розвитку і торгівлі України Кабінет Міністрів України спрямовує і координує діяльність таких центральних органів виконавчої влади:
1. Державна служба експортного контролю України
2. Державна служба статистики України
3. Державна служба України з питань регуляторної політики та розвитку підприємництва
4. Державна служба технічного регулювання України
5. Державне агентство з інвестицій та управління національними проектами України
6. Державне агентство резерву України
7. Державне агентство України з управління державними корпоративними правами та майном
8. Державна інспекція України з питань захисту прав споживачів[8].
9. Український інститут інтелектуальної власності («Укрпатент»)

## Історія

### Держплан СРСР
Становлення системи планового управління українською економікою почалося зі створення в грудні 1921 року Державної планової комісії (Держплану) Ради Міністрів УСРР (з 1937 року;— УРСР). У 1928 році були розроблені «Основні положення програм складання п'ятирічного плану розвитку народного господарства СРСР». У 1929—1930 роках було введено економічне районування країни. У 1941—1945 роках квартальні, місячні та декадні плани стали основною формою планування військової економіки.
Період 1945—1955 характеризувався відновленням народного господарства і подальший розвиток важкої індустрії.

### Планова економіка СРСР
У 1965 році була проведена економічна реформа, спрямована на підвищення ефективності суспільного виробництва. 1980-ті роки ознаменувалися гальмуванням економічного розвитку, тож у березні 1985 року почалася «Перебудова».

### Ринкова трансформація
У травні 1991 року Законом Української РСР було створено Міністерство економіки, яке увійшло до складу Кабінету Міністрів Української РСР і стало правонаступником Державного комітету УРСР по економіці та Державного комітету СРСР із матеріально-технічного забезпечення. Зусилля Міністерства були спрямовані на формування законодавчого поля господарського механізму суверенної держави.
З 1992 року почалася широкомасштабна лібералізація. У 1995—1999 роках було вибрано курс на ринкові перетворення, формування важелів форм державного управління в умовах розвитку ринкових інститутів.
У грудні 1999 року створено де-факто нове Міністерство економіки на базі існуючого Міністерства економіки, Міністерства зовнішніх економічних зв'язків і торгівлі, Державного інвестиційно-клірингового комітету, Національного агентства з питань розвитку та європейської інтеграції, Державної служби експортного контролю та Агентства з питань спеціальних (вільних) економічних зон. 21 серпня 2001 року Указом Президента України міністерство було перейменовано на Міністерство економіки та з питань європейської інтеграції України.

### Сучасність
У квітні 2005 року Указом Президента України Міністерство економіки та з питань європейської інтеграції України перейменовано на Міністерство економіки України.
9 грудня 2010 року утворене Міністерство економічного розвитку і торгівлі України шляхом реорганізації Міністерство економіки України з покладанням на нього функцій у сфері реалізації державної регуляторної політики, державної політики з питань розвитку підприємництва, регулювання цінової політики (крім питань реєстрації юридичних осіб та фізичних осіб-підприємців).
У 2019—2021 роках носило назву Міністерство розвитку економіки, торгівлі та сільського господарства України.
У травні 2021 року Постановою Кабінету Міністрів України Міністерство розвитку економіки, торгівлі та сільського господарства України перейменовано у Міністерство економіки України. З 20 травня 2021 року міністром економіки України призначено Любченка Олексія Миколайовича.

## Комунікації Міністерства
Інформацію про діяльність можна знайти на сайті me.gov.ua, а також у:
- Facebook
- Twitter
- Telegram
- ISSUU